# Humberto Rosa (pintor)
Humberto Rosa (Sertãozinho, São Paulo, 18 de enero de 1908 - São Paulo, 1948) fue un pintor y dibujante brasileño.
Participó del Grupo Santa Helena y de la Familia Artística Paulista, sin embargo es uno de sus integrantes menos conocido. Al contrario de la mayoría de los integrantes del Grupo Santa Helena, no estuvo directamente relacionado con el proletariado, se sustentaba con el su salario de profesor de dibujo, profesión que ejerció hasta el final de su vida.
Nacido en una familia de inmigrantes italianos, comenzó a trabajar a temprana edad, ayudando a su padre en su almacén. En 1927, se trasladó a São Paulo, ingresando en la Escuela de Bellas Artes de esta ciudad.
Debido a la fragilidad de su salud, y a su fallecimiento precoz, no ha dejado una producción tan grande como la de los otros miembros del Grupo Santa Helena. Sus obras acabaron dispersándose y perdiéndose, de forma que pasaron a ser considerados artículos raros y preciosos para la comprensión de los movimientos artísticos de las décadas de los 30 y 40.
Sus obras, especialmente sus paisajes, retratan su origen interiorano y la vida en expansión en esas regiones del Estado de São Paulo.